# Liu Tsz-Ling
Liu Tsz-Ling (chinesisch 廖梓苓, Pinyin Liào Zǐlíng; * 10. September 1991 in Hongkong) ist eine ehemalige Hongkonger Squashspielerin. 

## Karriere
Liu Tsz-Ling begann ihre professionelle Karriere in der Saison 2008 und gewann zwölf Titel auf der PSA World Tour bei insgesamt 142 Turnier- und 18 Finalteilnahmen. Ihre höchste Platzierung in der Weltrangliste erreichte sie mit Position 23 im Januar 2017. Mit der Hongkonger Nationalmannschaft nahm sie 2008, 2010, 2012, 2014 und 2016 an Weltmeisterschaften teil. Bei den Asienspielen 2010 gewann sie mit der Hongkonger Mannschaft die Silbermedaille. 2014 folgte eine weitere Bronzemedaille im Mannschaftswettbewerb der Asienspiele.
Im August 2022 beendete sie ihre Karriere.

## Erfolge
- Gewonnene PSA-Titel: 12
- Asienspiele: 1 × Silber (Mannschaft 2010), 1 × Bronze (Mannschaft 2014)